# 2011 UE412
2011 UE412, também escrito como 2011 UE412, é um objeto transnetuniano que está localizado no Cinturão de Kuiper, uma região do Sistema Solar. Este corpo celeste é classificado como um cubewano. Ele possui uma magnitude absoluta de 6,7 e tem um diâmetro estimado com cerca de 201 km. O astrônomo Mike Brown lista este corpo celeste em sua página na internet como um candidato a possível planeta anão.

## Descoberta
2011 UE412 foi descoberto no dia 24 de outubro pelo astrônomo M. Alexandersen.

## Órbita
A órbita de 2011 UE412 tem uma excentricidade de 0,113 e possui um semieixo maior de 43,435 UA. O seu periélio leva o mesmo a uma distância de 38,526 UA em relação ao Sol e seu afélio a 48,343 UA.